# Flugasche

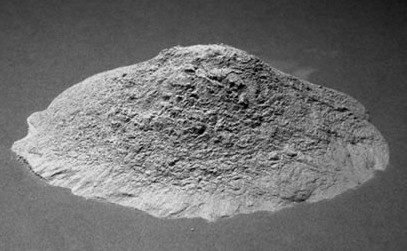
Gehäufte Flugasche

Flugasche ist der feste, disperse (teilchenförmige, partikelförmige, staubförmige) Rückstand von Verbrennungen, der auf Grund seiner hohen Dispersität (Feinverteilung) mit den Rauchgasen ausgetragen wird. Flugasche entsteht in großen Mengen in Wärmekraftwerken und Müllverbrennungsanlagen und muss dort durch Entstauber aus den Rauchgasen abgeschieden werden. Die Partikelgröße reicht von etwa 1 µm bis 1 mm. An Partikelformen treten sowohl glatte, massive Kugeln als auch Hohlkugeln (sogenannte Cenosphären), Plättchen, Fasern und Agglomerate auf. Die Dichte beträgt 2,2 bis 2,4 kg/dm³, die Schüttdichte liegt zwischen 0,9 und 1,1 kg/dm³.
Die Zusammensetzung der Flugasche hängt stark vom Brennmaterial (zum Beispiel Braunkohle oder Steinkohle) ab und erstreckt sich von Restkohlenstoff und Mineralien (Quarz, Aluminiumsilikat) bis hin zu toxischen Stoffen wie Schwermetallen (Arsen bis Zink) und Dioxinen. Dabei wirkt die Flugasche auch als Träger adsorbierter Schadstoffe. Während reine, einheitliche, gleichbleibende Brennstoffe wie Steinkohle eine gut verwertbare Flugasche ergeben, setzt sich die Braunkohlenflugasche (BFA) aus vielen verschiedenen Stoffen zusammen.

## Geschichte
Früher wurden die Abgase der ortsfesten Verbrennung von fossilen Brennstoffen unbehandelt in die Atmosphäre emittiert – auch die der Verbrennung in großen Anlagen wie Kraftwerken und Industrieöfen. (Beim Gas geschieht dies auch heute noch; Gas verbrennt schadstoffärmer als die anderen Brennstoffe, da es weniger Verunreinigungen aufweist – allfällig enthaltener Schwefel ist durch Hydrodesulfurierung aus der Gasphase leicht abtrennbar; bei festen Brennstoffen gestaltet sich dies schwieriger.) Die Emissionen hatten gerade in dicht besiedelten bzw. stark industrialisierten Regionen sichtbare Umweltverschmutzungen zur Folge: Die Schornsteine stießen grauen Rauch aus; zum Trocknen aufgehängte Wäsche war nach kurzer Zeit schmutzig; je nach Wetterlage und Entfernung zum Emittenten lagerten sich sichtbare Staubschichten ab.
In Deutschland trat 1964 die erste TA Luft in Kraft und 1974 das Bundes-Immissionsschutzgesetz und die Verordnung über Feuerungsanlagen. In der Folge wurde die Reinigung von Abgasen im großtechnischen Maßstab vorangetrieben. In den 1980er-Jahren veranlasste das Waldsterben eine Intensivierung der Bemühungen; die zunächst vorhandene Dioxinbelastung in der Umgebung von Müllverbrennungsanlagen war ein weiterer Anlass, die Abgasreinigungstechnik zu verbessern.
Je höher der Abscheidegrad der Abgasreinigungsanlage und je höher ihr Verbreitungsgrad, desto höher ist die jährlich gesammelte Flugaschemenge.
Braunkohle ergibt pro erzeugter Kilowattstunde etwa dreimal so viel Asche (nämlich etwa 63 Gramm) wie Steinkohle (20 Gramm).
In den USA fallen jährlich 61 Millionen Tonnen an, 10 Millionen Tonnen sind es in der Türkei. Nicht in der Industrie oder im Bauwesen verwendbare Flugasche wird deponiert.

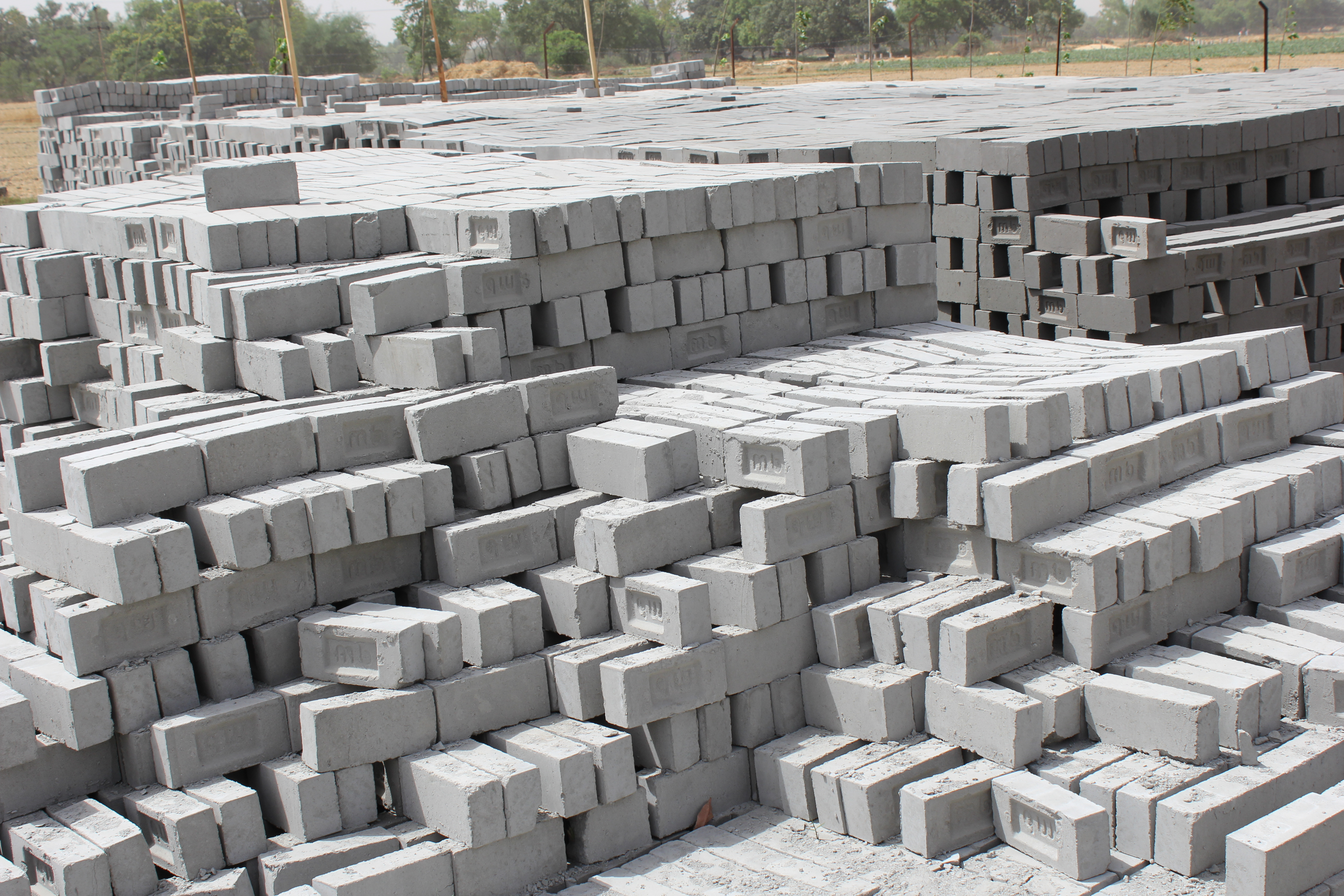
Im Englischen als fly ash brick bezeichnete Mauersteine, die überwiegend aus Flugasche bestehen können und Beimengungen von Sand und Kalk oder Zement enthalten.

## Weiterverwendung
Aufgrund ihrer chemischen und physikalischen Eigenschaften, wie der puzzolanischen Reaktivität, der kugeligen Kornform und der Kornverteilung, ist insbesondere die Steinkohlenflugasche (SFA) ein hochwertiger Sekundärrohstoff und findet im Bauwesen eine Vielzahl von Anwendungsmöglichkeiten.
Schadstofffreie Flugasche wird in der Baustoffindustrie gemäß DIN EN 450 als Zusatzstoff in Zement und Beton eingesetzt. Des Weiteren kann die Flugasche zur Herstellung von Mauersteinen aus Kalksandstein oder Porenbeton dienen. In manchen Ländern werden Mauersteine hergestellt, die bis zu 60 % Flugasche enthalten.
Im Straßen- und Erdbau wird die Flugasche zusammen mit Gesteinskörnung als Baustoff für ungebundene Tragschichten verwendet.
Inzwischen werden auch Verfahren zum Trennen der Flugasche in ihre Bestandteile und damit zu höherwertigen Produkten kommerziell angewendet. Die Kugeln und Hohlkugeln aus Aluminiumsilikat und Siliziumdioxid finden als Füllstoffe in der Gummi- und Kunststoffindustrie Verwendung, der Restkohlenstoff als Brennstoff in Kraftwerken.

## Emission radioaktiver Substanzen
Über die Flugasche können natürlich in der Kohle vorkommende, radioaktive Substanzen aus dem Kraftwerk emittiert werden. Die radioaktiven Substanzen sind Uran und Thorium bzw. die Glieder von deren Zerfallsreihen – größtenteils also Metalle, aber auch Edelgase wie Radon, welches mit den Rauchgasen frei wird. Durch die Verbrennung der brennbaren Bestandteile und Ausstoß der flüchtigen Bestandteile mit den Abgasen kommt es hierbei zu einer Aufkonzentrierung der Metalle. Dies bedeutet eine höhere spezifische Radioaktivität der Flugasche im Vergleich zum verwendeten Brennstoff. Der BUND fordert, die emittierte Radioaktivität in emissionsschutzrechtlichen Genehmigungsverfahren zu berücksichtigen. Die Werte sind jedoch im Vergleich zur natürlichen Hintergrundstrahlung trivial.